# Markivka, Berezanka
Markivka (în ucraineană Марківка) este un sat în așezarea urbană Berezanka din regiunea Mîkolaiiv, Ucraina.

## Demografie
Componența lingvistică a localității Markivka
     Ucraineană (99,42%)
     Alte limbi (0,58%)
Conform recensământului din 2001, majoritatea populației localității Markivka era vorbitoare de ucraineană (99,42%), existând în minoritate și vorbitori de alte limbi.